# (39464) Pöppelmann
(39464) Pöppelmann ist ein Asteroid des Hauptgürtels, der am 27. Oktober 1973 vom deutschen Astronomen Freimut Börngen an der Thüringer Landessternwarte Tautenburg (IAU-Code 033) entdeckt wurde.
Der Asteroid ist Mitglied der Massalia-Familie, einer Gruppe von Asteroiden mit geringer Bahnneigung, benannt nach ihrem größten Mitglied (20) Massalia.
(39464) Pöppelmann wurde am 20. November 2002 nach dem deutschen Baumeister des Barock und Rokoko Matthäus Daniel Pöppelmann (1662–1736) benannt, dessen berühmtestes Werk der Dresdner Zwinger ist.